# Ajos (ö)
Ajos med Korostennokka, Hahtikari, Lämpsänkari, Housukari och Iso Etukari är en ö i Finland. Den ligger i Bottenviken och i kommunen Kemi i landskapet Lappland, i den norra delen av landet. Ön ligger omkring 100 kilometer sydväst om Rovaniemi och omkring 610 kilometer norr om Helsingfors.
Öns area är 9,55 kvadratkilometer och dess största längd är 7 kilometer i sydväst-nordöstlig riktning. Ön höjer sig omkring 20 meter över havsytan.
På ön finns samhället Ajos och Kemis hamn samt ett pappersbruk ägt av Stora Enso.

## Ödelar och uddar
- Korostennokka 65°40′00″N 24°36′02″Ö / 65.66666°N 24.60054°Ö (udde)
- Hahtikari 65°42′27″N 24°36′16″Ö / 65.70762°N 24.60432°Ö
- Lämpsänkari 65°42′20″N 24°35′34″Ö / 65.70568°N 24.59289°Ö
- Housukari 65°42′14″N 24°36′15″Ö / 65.70381°N 24.60408°Ö
- Rivinnokka 65°41′55″N 24°36′18″Ö / 65.69854°N 24.60502°Ö (udde)
- Kannannokka 65°41′20″N 24°35′57″Ö / 65.68879°N 24.59916°Ö (udde)
- Mäntynokka 65°41′09″N 24°34′43″Ö / 65.68571°N 24.57874°Ö (udde)
- Iso Etukari 65°39′27″N 24°32′24″Ö / 65.6576°N 24.53997°Ö
- Murhaniemi 65°39′27″N 24°35′03″Ö / 65.65743°N 24.58409°Ö (udde)